# Гончари (Даниловський район)
Гончари (рос. Гончары) — хутір у Даниловському районі Волгоградської області Російської Федерації.
Населення становить 146 осіб. Входить до складу муніципального утворення Даниловське міське поселення.

## Історія
Хутір розташований у межах українського історичного та культурного регіону Жовтий Клин.
Згідно із законом від 22 грудня 2004 року № 1058-ОД у 2004-2019 роках органом місцевого самоврядування було Міусовське сільське поселення. Від 2019 року підпорядковується Даниловському міському поселенню.

## Населення
| 2010 |
| ---- |
| 146  |